# Lisa, a Mulher Libertadora
Lisa, a Mulher Libertadora é uma peça de teatro de Augusto Boal. A peça é uma adaptação de Lisístrata, de Aristófanes.
Chico Buarque compôs a canção Mulheres de Atenas para a peça.